# Test Rorschacha
Ten artykuł opisuje teorie, metody lub czynności niezgodne ze współczesną wiedzą medyczną.

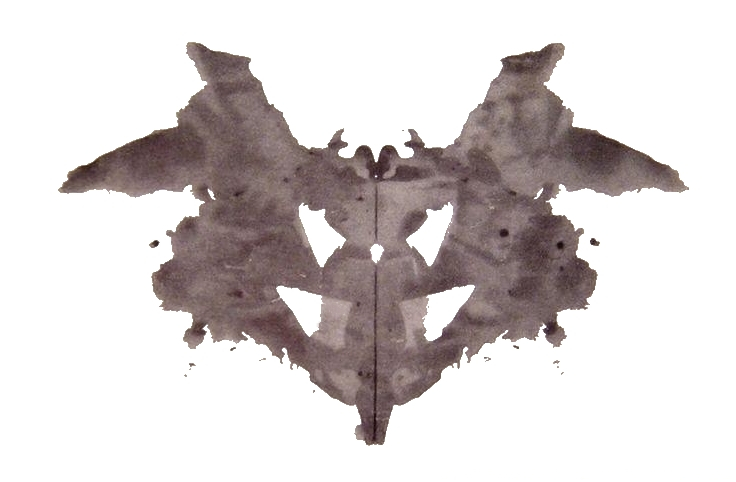
Przykładowa plansza

Test Rorschacha, test plam atramentowych, Ro – test projekcyjny, stworzony w 1921 roku przez szwajcarskiego psychoanalityka, Hermanna Rorschacha. Na podstawie testu wnioskuje się o nieświadomych treściach psychicznych, cechach osobowości i zaburzeniach psychicznych (jest on używany w diagnozie klinicznej).
Test składa się z 10 tablic z plamami atramentowymi (5 szaroczarnych, 2 szaroczerwone i 3 kolorowe). Tablice prezentuje się osobie badanej, która opowiada, co na nich widzi. W odpowiedziach bierze się pod uwagę:
- interpretowany obszar (całość, części);
- determinantę odpowiedzi (kształt, barwa, pozorny ruch);
- poziom formy (zgodność obrazu z bodźcem);
- treść (ludzie, zwierzęta etc.).

Mierzony jest także czas reakcji na poszczególne tablice. Wypowiedzi są klasyfikowane według klucza, na podstawie którego tworzony jest tzw. psychogram.
Użyteczność testu jest negowana przez wielu psychologów.

## Dziesięć plam atramentowych
Materiał testowy plam atramentowych Rorschacha został upubliczniony na angielskiej stronie Wikipedii w 2009 roku. Poniżej znajduje się dziesięć plam atramentowych z testu Rorschacha wydrukowanych w: Rorschach, Rorschach Test – Psychodiagnostic Plates (Test Rorschacha – arkusze psychodiagnostyczne) razem z przedstawianymi przez różnych autorów, najczęstszymi odpowiedziami, które odnoszą się do całych obrazków bądź najbardziej widocznych szczegółów.
| Karta | Najczęstsze odpowiedzi | Uwagi |
| ----- | --- | --- |
|       | Beck: nietoperz, motyl, ćma Piotrowski: nietoperz (53%), motyl (29%) Dana: motyl (39%)                                                                                               | Widząc kartę I, badani często pytają, w jaki sposób powinni postępować, a pytania dotyczące tego, co wolno im robić z kartą (np. obracać) nie mają większego znaczenia. Dostarcza ona wskazówek na temat tego, jak badany rozwiązuje nowe i stresujące zadania. Nie jest to jednakże trudna karta, ze względu na łatwo dostępne odpowiedzi. |
|       | Beck: dwoje ludzi Piotrowski: czworonożne zwierzę (34%, szary element) Dana: zwierzę: pies, słoń, niedźwiedź (50%, szary)                                                            | Czerwone szczegóły karty II są zwykle spostrzegane jako krew i są jej najbardziej charakterystycznymi cechami. Reakcje na nie mogą dostarczyć wskazówek na temat tego, jak badany radzi sobie z uczuciami gniewu lub urazu fizycznego. Karta ta może wywoływać różne skojarzenia seksualne. |
|       | Beck: dwoje ludzi (szary) Piotrowski: sylwetki ludzkie (72%, szary) Dana (Francja): człowiek (76%, szary)                                                                            | Karta III jest zazwyczaj postrzegana jako zawierająca dwoje ludzi zaangażowanych w jakąś interakcję. Dostarcza informacji o tym, jak badany odnosi się do innych ludzi (w szczególności opóźnienie odpowiedzi może wskazywać na trudności w interakcjach społecznych). |
|       | Beck: ukryte zwierzę, skóra, dywan Piotrowski: zwierzęca skóra, skórzany dywan (41%) Dana (Francja): zwierzęca skóra (46%)                                                           | Karta IV odznacza się ciemnym kolorem i cieniowaniem (stwarzając trudności dla osób depresyjnych) i zazwyczaj jest postrzegana jako duża i czasem groźna postać, która góruje swoją postawą nad obserwatorem („patrząc w górę”), ma na celu wywołać poczucie autorytetu. Widziany na karcie człowiek lub zwierzę jest prawie zawsze klasyfikowane jako samiec, a nie samica. Cechy wyrażone przez badanego mogą wskazywać na postawy wobec ludzi i autorytetów. Z tego powodu karta IV jest często nazywana „kartą ojca”. |
|       | Beck: nietoperz, motyl, ćma Piotrowski: motyl (48%), nietoperz (40%) Dana (Francja): motyl (48%), nietoperz (46%)                                                                    | Karta V jest kartą o niskim poziomie trudności, która zwykle nie jest odbierana jako zagrażająca. Umożliwia „złapanie oddechu” po poprzednich kartach, które stanowiły większe wyzwanie. Zawiera elementy, które mogą sprawiać trudności, ale i tak jest to najprostsza plama do opracowania. |
|       | Beck: ukryte zwierzę, skóra, dywan Piotrowski: zwierzęca skóra, skórzany dywan (41%) Dana (Francja): zwierzęca skóra (46%)                                                           | Cechą dominującą karty VI jest tekstura, która często uruchamia skojarzenie związane z bliskością interpersonalną – jest to swoista „sekskarta”. Odpowiedzi nasycone seksualnymi treściami pojawiają się przy niej o wiele częściej, pomimo faktu, iż inne karty mają większą różnorodność treści powszechnie postrzeganych jako seksualne. |
|       | Beck: ludzkie głowy lub twarze (góra) Piotrowski: głowy kobiet lub dzieci (27%, góra) Dana (Francja): ludzka głowa (46%, góra)                                                       | Karta VII może być kojarzona z kobiecością (często widziane na niej postacie ludzkie są opisywane jako kobieta lub dzieci). Funkcjonuje ona jako "karta matki". Trudności w odpowiadaniu mogą być związane z obawami dotyczącymi postaci kobiecych w życiu badanego. Centralny szczegół jest często (choć nie powszechnie) identyfikowany jako pochwa, co również czyni tę kartę szczególnie powiązaną z kobiecą seksualnością.                                                                                           |
|       | Beck: zwierzę: nie kot lub pies (różowy) Piotrowski: czworonożne zwierzę (94%, różowy) Dana (Francja): czworonożne zwierzę (93%, różowy)                                             | Ludzie często wyrażają ulgę przy karcie VIII, która pozwala im odetchnąć i efektywnie odpowiadać. Podobnie do karty V, daje szansę na “złapanie oddechu", jednakże karta wprowadza nowe trudności opracowania, gdyż jest skomplikowana i jest pierwszą wielokolorową kartą w zestawie. Zatem ludzie, dla których przetwarzanie złożonych sytuacji lub bodźców emocjonalnych jest przykre lub trudne, mogą w związku z tą kartą czuć się nieswojo.                                                                         |
|       | Beck: człowiek (pomarańczowy) Piotrowski: brak Dana (Francja): brak | Charakterystyką karty IX jest niewyraźna forma i rozproszone, wyciszone, chromatyczne kolory, tworzące ogólną niejasność. Trudność z przetwarzaniem tej karty może świadczyć o problemach z radzeniem sobie z nieustrukturyzowanymi danymi. |
|       | Beck: krab, homar, pająk (niebieski) Piotrowski: krab, pająk (37%, niebieski), królicza głowa (31%, jasnozielony), gąsienice, robaki, węże (28%, ciemna zieleń) Dana (Francja): brak | Karta X jest strukturalnie podobna do karty VIII, ale towarzysząca jej niepewność i złożoność przypomina kartę IX. Ta karta może nie podobać się osobom, którym trudno jest radzić sobie z wieloma konkurencyjnymi bodźcami jednocześnie. Jako ostatnia karta, może być ona okazją dla badanego do „wyłączenia” myślenia o sytuacji diagnostycznej oraz chęci dowiedzenia się czegoś więcej o sobie, dzięki czemu badany może puścić wodze fantazji.                                                                      |

## Rozpowszechnienie
Test Rorschacha jest używany prawie wyłącznie przez psychologów. W ankiecie przeprowadzonej w roku 2000 korzystało z niego 20% psychologów z zakładów poprawczych, podczas gdy pozostałe 80% stosowało MMPI. Psychologowie sądowi używali Rorschacha w 36% przypadków. W sprawach o przyznanie opieki nad dzieckiem na Rorschachu swoją opinię oparło 23% psychologów. Inny sondaż wykazał, że 124 spośród 161 (77%) psychologów klinicznych świadczących usługi diagnostyczne korzystało z Rorschacha a 80% programów nauczania z psychologii uczy jego wykorzystania. W innym badaniu wykazano, że stosuje go 43% psychologów klinicznych oraz 24% psychologów szkolnych.

## Kontrowersje
Niektórzy sceptycy uważają test plam atramentowych Rorschacha za pseudonaukowy, jak sugeruje wiele badań, wnioski wyciągane przez użytkowników testu od roku 1950 były podobne do tzw. „zimnego odczytu”. W wydaniu Mental Measurement Yearbook (Rocznika metod pomiaru psychiki) z 1959 zacytowano wypowiedź Lee Cronbacha (byłego prezesa Psychometric Society and American Psychological Association, Stowarzyszenia Psychometrycznego i Amerykańskiego Towarzystwa Psychologicznego): „Test wielokrotnie zawiódł jako metoda predykcyjna. W literaturze przedmiotu nie ma żadnych danych, które skłaniałyby do polegania na interpretacjach z testu Rorschacha”. Dodatkowo Raymond J. McCall napisał (s. 154): „Chociaż test Rorschacha był od tego czasu (poprzedniej recenzji) stosowany tysiące razy przez setki wykwalifikowanych specjalistów i choć zakładano wiele związków z dynamiką osobowości i zachowaniem, zdecydowana większość z tych założeń nigdy nie została potwierdzona empirycznie, pomimo pojawienia się ponad 2000 publikacji na temat testu.”. Wstrzymanie jego użycia wyznaczono więc na 1999.
Sprawozdanie Wooda i in. z 2003 zawierało bardziej wyważone poglądy na temat testu: „Ponad 50 lat badań potwierdziło ostateczny werdykt Lee J. Cronbacha (1970): że niektóre wyniki Rorschacha, mimo iż zawiodły oczekiwania jego zwolenników, posiadają „trafność większą niż przypadek” (s. 636). […] „Jego wartość w diagnozowaniu zaburzeń myślenia w schizofrenii jest zadowalająca. Jest również stosowany regularnie w badaniach nad zależnością, a czasem, nawet jako miara wrogości i lęku. Ponadto, istotne dowody uzasadniają stosowanie Rorschacha, jako klinicznego pomiaru inteligencji i zaburzeń myślenia.”.

### Materiał testowy
Podstawowym założeniem testu jest to, że na podstawie plam atramentowych, które wydają się nie mieć znaczenia, można wydobyć obiektywne odpowiedzi. Zwolennicy testu plam atramentowych Rorschacha wierzą, że odpowiedź badanego na temat niejasnych i pozbawionych znaczenia bodźców, może zapewnić wgląd w jego procesy myślowe, ale nie wyjaśniają w jaki sposób to następuje. Ponadto, ostatnie badania wskazują, że plamy nie są całkowicie pozbawione sensu, i że pacjent zazwyczaj reaguje zarówno na jednoznaczne, jak i niejednoznaczne jej aspekty. Reber (2002) opisuje plamy, jako zaledwie „…wehikuł do interakcji... między pacjentem a terapeutą, stwierdzając: …użyteczność testu Rorschacha będzie zależała od wrażliwości, empatii i zdolności wglądu osoby badającej niezależnie od samego testu. Intensywny dialog na temat tapety lub dywanika mógłby doprowadzić do tego samego, pod warunkiem, że obie strony w to wierzą.”

### Złudne przekonania i korelacja pozorna
Chapmanowie badali źródło fałszywej pewności testerów dotyczącej przydatności diagnostycznej Rorschacha. W przeprowadzonej przez siebie serii eksperymentów sprawdzali, jak laicy ocenią odpowiedzi udzielone w teście Rorschacha. Uczestnicy eksperymentów otrzymali 30 kart z obrazkami (wśród nich karty z testu plam atramentowych) wraz z rzekomymi odpowiedziami pacjenta. Do każdej odpowiedzi dołączone były również dwa możliwe objaśnienia (np.: 1. Mężczyzna ma tendencje homoseksualne; 2. Mężczyzna przez większość czasu ma depresyjny nastrój). Eksperyment był przeprowadzony w dwóch warunkach. Pierwszy z nich, dotyczył elementów obrazków, które zgodnie z badaniami trafnie opisywały homoseksualizm, w drugim – elementów, które jedynie z homoseksualizmem się kojarzą. Wyniki pokazały, iż pomimo zastosowania znaków niemających nic wspólnego z homoseksualizmem testerzy cały czas identyfikowali je jako bardzo silnie z nim skorelowane. Badania te wykazały, że uprzedzenia testerów mogą doprowadzić do „zauważania” nieistniejących relacji w wynikach testu. Chapmanowie nazwali to zjawisko „korelacją pozorną” i od tamtej pory wiele badań potwierdziło ich wątpliwości.
W 1992 roku psycholog Stuart Sutherland stwierdził, że warunki eksperymentalne były łatwiejsze niż korzystanie z Rorschacha w rzeczywistej diagnozie. Dlatego też ich eksperyment prawdopodobnie niedostatecznie opisuje błędy, na które byli podatni testerzy. Co więcej, według niego trwającą popularność Rorschacha po badaniach Chapmanów jest przykładem rażącej irracjonalności panującej wśród psychologów.

### Projekcja diagnosty
Niektórzy krytycy twierdzą, że testujący psycholog musi również stosować własne projekcje. Psycholog subiektywnie ocenia odpowiedzi osoby badanej, poprzez jej „jakość dopasowania” do odpowiedzi z klucza. Subiektywność oceny może więc polegać na tym, iż psycholog musi internalizować poszczególne kategorie zastosowane w teście. Jednak wraz z zastosowaniem systemu punktacji Exnera subiektywność oceny została wyeliminowana lub zredukowana poprzez użycie tabel częstotliwości, które wskazują, jak często dana odpowiedź jest udzielana przez ogólną populację. Na przykład: odpowiedź „stanik” została wcześniej uznana, przez mężczyzn psychologów, za odpowiedź seksualną. Kobiety zaś oceniły ją jako odpowiedź ubraniową. W systemie Exnera taka reakcja jest zawsze kodowana jako „ubranie”, chyba że istnieje wyraźnie seksualne odniesienie w odpowiedzi.
W celu zredukowania subiektywności oceny diagnosty, można zaangażować w ten proces drugiego niezależnego psychologa. Jednak zgodność ocen różnych diagnostów w Rorschachu również została zakwestionowana. Oznacza to, że w badaniach wyniki uzyskane przez dwóch niezależnych badaczy znacząco się od siebie różnią. Inne badania zaś wykazały, iż zgodność ocen badaczy stosujących system Exnera jest dobra i to zarówno wśród osób doświadczonych (klinicyści), jak i wśród przeszkolonych studentów.

### Trafność
Ze względu na to, iż jest to test projekcyjny, jego wyniki są prawnie nieweryfikowalne. System punktacji Exnera (znany również jako „System Całościowy”) wiele zmienił w tym obszarze, wypierając tym samym wcześniejsze (i mniej spójne) systemy ocen. Ocenia się w nim odpowiedzi osoby badanej odnoszące się do poszczególnych aspektów plamy atramentowej (cieniowanie, kolor, zarys itp.). Cały czas jednak, pomimo kategorialnego systemu punktacji, pozostaje ogromna dowolność dotycząca interpretacji uzyskanych wyników. To oznacza, że mimo wszystko diagnosta dokonuje subiektywnej oceny danych. Jak stwierdza Reber (2002): „...trudno jest znaleźć jakikolwiek dowód, że test Rorschacha cechuje chociaż odrobina trafności.”
Istnieją również badania, które wskazują na użyteczność tego systemu punktacji. Wykazano bowiem, iż wyniki Rorschacha korelują ze wskaźnikami ogólnej inteligencji. Przykładem może być tzw. Skala R, czyli wskaźnik całkowitej liczby wypowiedzi. Skala R koreluje również wysoko z wieloma skalami klinicznymi. Z tego też powodu badacze upatrują tutaj korelacji pozornych. Jeśli bowiem pacjent poda dwa razy więcej odpowiedzi, jest większe prawdopodobieństwo, iż jedna z nich będzie wpadać w skalę klinczną. Inteligencja koreluje również ze skalami: Organizacji przestrzennej, Złożoności wypowiedzi, Jakości formy oraz z wyróżnianiem postaci ludzkiej. Te same źródła donoszą o trafności testu w diagnozie schizofrenii i innych zaburzeń psychotycznych; zaburzeń myślenia i zaburzeń osobowości (w tym również zaburzenia osobowości typu borderline). Istnieją również dowody, iż odpowiedzi dewiacyjne charakteryzują osoby z depresją dwubiegunową. Autorzy konkludują, że „Mimo wszystko System Całościowy nie wydaje się posiadać spójnego związku z zaburzeniami psychicznymi lub ich symptomami, cechami osobowości, skłonnością do przemocy lub problemami zdrowotnymi takimi jak rak.” (Rak zostaje wspomniany, ze względu na to, iż część entuzjastów Rorschacha twierdziła, że test może przewidywać wystąpienie tej choroby).

### Rzetelność
Wiadome jest, iż rzetelność testu może w dużej mierze zależeć od szczegółów procedury testowania, takich jak: miejsce badania, prezentowanej instrukcji, werbalnych i niewerbalnych reakcji na odpowiedzi badanego, komentarze oraz od sposobu rejestrowania odpowiedzi. Exner opublikował szczegółowe instrukcje, ale Wood i in. powołują się na liczne przykłady spraw sądowych, w których tych reguł nie przestrzegano. Procedury kodowania odpowiedzi również są dość dobrze określone, ale ich przestrzeganie jest bardzo czasochłonne, co pozostawia je podatnymi zarówno na wpływ stylu autora, wpływ wydawcy tworzącego instrukcję, jak również jest zależne od pracowników placówek medycznych (z diagnostami włącznie) naciskanych na wybieranie drogi na skróty.
Sądy amerykańskie również podważyły rzetelność Rorschacha. W sprawie Jones przeciwko Apfel (1997) oświadczono (za: Attorney’s Textbook of Medicine (Podręcznika medycyny dla adwokatów)), że:wyniki (Rorschacha) nie spełniają wymogów standaryzacji, rzetelności i trafności wymaganych od testów diagnostycznych, a jego interpretacje są często kontrowersyjne. W sprawie State w imieniu H.H. (1999) w ramach pytań krzyżowych dr Bogacki stwierdził pod przysięgą, że wielu psychologów nie bardzo wierzy w słuszność i skuteczność testu Rorschacha i w sprawie US przeciwko Battle (2001) orzeczono, że Rorschach nie ma obiektywnego systemu punktacji.

### Normalizacja
Kolejnym kontrowersyjnym aspektem tego narzędzia jest jego normalizacja. System Exnera w zamyśle miał posługiwać się normami dla różnych populacji. Ale już w połowie lat 90. próby zaktualizowania tych norm w Stanach Zjednoczonych spełzły na niczym. Największe trudności dotyczyły norm dla wskaźników mierzących narcyzm, zaburzenia myślenia i problemy w związku. Krytycy Rorschacha, Lillenfeld i współpracownicy, stwierdzili że to dowodzi, iż Rorschach miał tendencję do „nadmiernego przypisywania patologii zdrowym jednostkom”. Zwolennicy Rorschacha, tacy jak Hibbard sugerują, że wysoki poziom patologii wykryty przez Rorschacha dokładnie odzwierciedla wzrost psychopatologii w społeczeństwie, ale już sam Rorschach diagnozował zaburzenia myślenia u połowy wszystkich osób badanych.
Oskarżenie o „nadmierne przypisywanie patologii” zostało również przebadane przez Meyera i wsp. (2007). Zaprezentowali oni wyniki międzynarodowych badań 4704 protokołów Rorschacha, uzyskanych na 21 różnych próbach, w 17 różnych krajach. Badania wykazały jedynie 2% podwyższonych wyników w zakresie zaburzeń spostrzegania i myślenia, 12% podwyższonych wyników na skali depresji i nadreaktywności oraz 13% podwyższonych wyników przeciążenia stresem – wszystkie zgodnie z oczekiwaną częstotliwością wśród ogólnej populacji.

### Zastosowanie
Test budzi również kontrowersje ze względu na jego powszechne użycie w diagnozach sądowych. Problematyczny wydaje się fakt, iż diagnozy te nie mają żadnego związku z oficjalną klasyfikacją zaburzeń psychicznych: Diagnostic and Statistical Manual of Mental Disorders (Klasyfikacja Zaburzeń Psychicznych Amerykańskiego Towarzystwa Psychiatrycznego (DSM-IV)). Irving B. Weiner (który współtworzył z Johnem Exnerem System Całościowy) stwierdził, że Rorschach „jest miarą funkcjonowania osobowości, i przedstawia informacje dotyczące aspektów i dynamiki struktury osobowości, która sprawia, że ludzie są tacy jacy są. Czasami takie informacje na temat cech osobowości są pomocne w uzyskaniu zróżnicowanej diagnozy, jeśli alternatywne diagnozy odnoszą się do ogólnie przyjętych klasyfikacji osobowości”. Zresztą w większości przypadków diagnoza nie opierała się tylko i wyłącznie na teście Rorschacha, gdyż był on używany jako jeden z kilku w baterii testów. Pomimo krytyki wykorzystywania Rorschacha w przewodach sądowych, z 8000 przypadków, w których biegli sądowi przedstawiali opinie bazujące na Rorschachu, został on zakwestionowany w zaledwie sześciu sprawach. Tylko w jednym przypadku uznano zastosowanie tego testu za niedopuszczalne. Jedno z badań wykazało, że stosowanie testu w sądach wzrosło trzykrotnie w ciągu dziesięciu lat między 1996 a 2005 r., w porównaniu do poprzedniego pięćdziesięciolecia. Inni jednak twierdzą, że jego stosowanie przez psychologów sądowych się zmniejsza.